# 富田川 (和歌山県)
富田川（とんだがわ）は、和歌山県南部（南紀）を流れる二級水系の河川。和歌山県内唯一のダムの無い主要河川である。

## 地理
果無山脈の安堵山（あんどさん、標高1184m）に源を発して概ね南西流。白浜町富田で太平洋（紀伊水道）に注ぐ。沿岸の大半は山林で、下流河畔にわずかに平野を形成する。河口北側は富田の浜に接しており、畑（ウメ・ミカンなど）や住宅地が開けている。
中流部から国道42号が河口近くまで併走、ほぼその地点から国道311号が上流向きに併走する。JR紀勢本線は河口で横断する。かつての幹線であった熊野古道は中辺路が並走し、下流部では同じく大辺路が横断する。
前述したように主要河川で数少ない本流、支流含め一切ダムが存在しない河川でもある。源流部から上流部は険阻な紀伊山地、果無山脈に覆われており集落がほとんどなく、中上流部は熊野古道中辺路と並行しており、福定の大銀杏や滝尻王子などの構成遺産が点在する。中流～下流は標高差が少なく、河口に広い氾濫原を持っている（水の逃げ場がある）ため堤防築堤、河川堰堤などの護岸補強工事や河底掘削などでダムに代わる水害対策を実施し、成果を発揮している。水量は不安定で中流域は季節によって干上がることもあるが、源流部、上流部は多雨であり過去から渇水、干魃や干害が少ないのもダムが建設されなかった理由である。
なお、明治22年の明治大水害（通称十津川大水害）では死者560名余りを出す県下最大の被災地となっているが、その教訓もあり当時の浸水地域は宅地開発がほとんど行われておらず、その多くが農地となっている。それ以前から暴れ川として知られ、江戸時代に流路を変える瀬替えが行われた河川でもある。

## 自然
山林が流域の86％を占める。全流域が水質良好な清流（環境省の環境水準では全流域でA類型となっているが、中上流部はAA類型を十分に満たしている）であり淡水漁業が盛ん。鮎のほか、アマゴの稚魚放流がたびたび行われている。また支流や上流に行けば、イワナ、ヤマメなどの渓流魚も見られ、川エビ（テナガエビ、ヌマエビなど）、モクズガニの棲息も見られる。
前述したようにダムが存在しないことから海洋との連続性にも優れており、河川生物の生態系調査、観察にも好適な河川でもある。下流の白浜町富田地区には国の天然記念物「オオウナギ生息地」があり、カニ、エビ類を捕食している。

## 流域の自治体
- 和歌山県
  - 田辺市、西牟婁郡上富田町、西牟婁郡白浜町

## 並行する交通

### 道路
- 国道311号（通称「中辺路道」）
- 国道371号
- 国道42号

## 橋脚
- 富田橋
- 郵便橋(全国でも珍しい名を持つ橋として知られる。明治の郵便制度に端を発した名称で、かつては郵便物を載せた渡船が行われていた)[4]
- 生馬橋
- 岩田橋
- 市ノ瀬橋
- 加茂橋
- 鮎川新橋

など